# Eine Klasse für sich (2019)
Eine Klasse für sich ist eine deutsche Filmkomödie von Christine Hartmann aus dem Jahr 2019. Der Fernsehfilm wurde am 13. November 2019 im Rahmen der ARD-Themenwoche 2019 „Zukunft Bildung“ im Programm Das Erste erstmals ausgestrahlt.

## Handlung
Der getrenntlebende Familienvater Fabian Sorge ist seit einigen Jahren Lehrer an der Schule seines Sohnes und steht kurz vor seiner Verbeamtung. Doch sein ehemaliger Schulkamerad Ronald Pumm, der seit kurzem sein Vorgesetzter ist, meldet dem Schulamt, dass Sorges Abiturzeugnis gefälscht wäre, was man am falschen Stadtwappen deutlich erkennen könne. Die Schuldirektorin zitiert Sorge in ihr Büro, konfrontiert ihn mit der Problematik und kündigt ihn fristlos. Weil sie allerdings ihren bisherigen Kollegen als gute Lehrkraft sehr zu schätzen wusste, bittet sie ihn innerhalb eines Jahres sein Abitur nachzuholen und dann an die Schule zurückzukommen.
Sorge kehrt nur widerwillig wieder zurück in die Rolle des Schülers und sein spätes Abitur verläuft nicht so wie geplant, denn das Kolleg, an dem er sein Abitur nachholt, wird durch einen Immobilienentwickler geschlossen. Sorge findet heraus, dass die Tochter dieses Immobilienentwicklers auch in  seiner neuen Klasse war. Als er Cora damit konfrontiert, beteuert sie, nichts davon gewusst zu haben. Die Klasse trifft sich auf Coras Initiative hin nach der Schließung in einer der Villen ihres Vaters und bildet eine Lerngruppe. Die Schüler sind begeistert und lernen ihren Stoff von nun an selbstständig und ergänzen sich mit ihren Fähigkeiten. Sorge geht in seiner neuen Aufgabe auf und kann sogar seinen Sohn dazu bewegen, sich miteinzubringen.
Als Coras Vater die Belagerung mitbekommt, setzt er seiner Tochter ein Ultimatum, das Haus schleunigst wieder zu räumen. Ratlos, wie es nun weiter gehen soll, trennt sich die Gruppe. Doch Sorge hat eine Idee. Ihm war in der Villa eine DVD aufgefallen, die keinen richtigen Film abspielen „wollte“. Diese DVD sieht er sich nun genauer an und ist davon überzeugt, dass es sich dabei um die Daten-CD handelt, die bei einem Steuerprozess von Coras Vater auf unerklärliche Weise verschwunden war. Mit diesem Druckmittel bringt er den Immobilienentwickler dazu, ihnen das Schulgebäude zu überlassen. Hier eröffnen und betreiben sie fortan gemeinsam das „Dom-Kolleg“ und unterrichten nun selber.

## Hintergrund
Eine Klasse für sich wurde vom 9. Mai 2019 bis zum 6. Juni 2019 in Köln und Umgebung gedreht. Produziert wurde der Film von der filmpool fiction GmbH und der Trebitsch Entertainment GmbH.

## Soundtrack
Für den Soundtrack wurden unter anderem folgende – mitunter der Zeit vorauseilende – Songs verwendet:
- Sophie Hunger (Tavelogue)
- Pink Floyd (Another Brick in the Wall)
- Bon Jovi (It's My Life)

## Kritik
Die Kritiker der Fernsehzeitschrift TV Spielfilm zeigten mit dem Daumen zur Seite und vergaben für Humor zwei und Spannung einen von drei möglichen Punkten. Dazu schrieben sie: „Die Nachsitzer-Posse besitzt viel Herz und tolle Akteure, aber wenig Tiefenschärfe. Eher etwas für den Feelgood-Sendeplatz ‚Endlich Freitag im Ersten‘“. Als Gesamtfazit resümierten sie: „Sympathisch, aber keine Klasse für sich“.
Rainer Tittelbach gibt dem Film in seiner Besprechung bei tittelbach.tv insgesamt 4 von 6 Sternen.